# Stemma della Repubblica Dominicana
Lo stemma della Repubblica Dominicana è formato da uno scudo inquartato similmente alla bandiera nazionale, decorato da un ramo d'alloro a sinistra ed una fronda di palma a destra; al di sopra dello scudo un nastro blu riporta il motto nazionale «DIOS, PATRIA, LIBERTAD» (Dio, Patria, Libertà in spagnolo).
Al centro dello scudo è posta la Bibbia, aperta sul Vangelo secondo Giovanni, 8:31-32, «Y la verdad os hará libre» (E la verità vi farà liberi), sormontata da una croce latina d'oro ed affiancata da tre paia di lance di cui due con uno stendardo ciascuna, e le rimanenti senza.
Lo stemma compare al centro della bandiera della Repubblica Dominicana.